# Yoldiidae
Famille
Yoldiidae est une famille de mollusques bivalves marins.

## Liste des genres
Selon ITIS:
- genre Megayoldia A. E. Verrill et Bush, 1897
- genre Portlandia Morch, 1857
- genre Yoldia Moller, 1842
- genre Yoldiella A. E. Verrill et Bush, 1897